# Danish Jukniu
Danish Jukniu (ur. 19 czerwca 1934 w Szkodrze, zm. 3 lutego 2003 w Szkodrze) - albański malarz.

## Życiorys
Pochodził z rodziny kupieckiej Juknić z Czarnogóry, która po osiedleniu w Albanii przyjęła nazwisko Jukniu. Danish Jukniu pierwsze lekcje rysunku pobierał w szkoderskim domu kultury, pod kierunkiem rosyjskiej malarki Wiktoriji Puzanowej. Naukę kontynuował w liceum artystycznym Jordan Misja w Tiranie, pod kierunkiem Abdurrahima Buzy i Zefa Kolombiego. Tam doceniono jego talent, dzięki czemu otrzymał stypendium i rozpoczął studia na kierunku malarstwo w Akademii Sztuk Pięknych w Krakowie, pod kierunkiem prof. Franciszka Welerowskiego.
Powrócił do Albanii w 1959 i podjął pracę w Kombinacie Tekstylnym w Tiranie jako projektant odzieży, a także jako wykładowca w pracowni projektowania odzieży w Instytucie Sztuk w Tiranie. Oprócz projektowania zajmował się także malowaniem pejzaży i portretów, jak również scen z życia górali albańskich. Był także ilustratorem czasopism Drita i Nentori. Jego twórczość, daleka od zasad realizmu socjalistycznego, była bliska europejskiemu modernizmowi. Represje skierowane przeciwko środowiskom twórczym zainicjowane w 1973 dotknęły także Jukniu. W 1976 władze zmusiły go do opuszczenia Tirany. Musiał także opuścić swój dotychczasowy dom i wraz z żoną zamieszkać w jednym z hoteli w Szkodrze. Tam też podjął pracę nauczyciela rysunku w szkole artystycznej im. Prenka Jakovy.
W czasie studiów w Polsce, w 1956 poznał swoją przyszłą żonę - Danutę Kościuszko (1935-1994), wówczas studentkę medycyny. Razem przyjechali do Albanii, gdzie się pobrali, a Danuta podjęła pracę jako pediatra. Mimo nacisków władz albańskich, nie wyjechała do Polski i pozostała z mężem (w 1975 uzyskała obywatelstwo albańskie). W 1992 Danuta odebrała polski paszport, ale nie zdążyła już przyjechać do kraju.
Większość jego dzieł do 1990 nie ujrzała światła dziennego. Odkryty w latach 90. za swoją twórczość został wyróżniony tytułami: Zasłużonego Malarza (alb. Piktor i Merituar) i Malarza Ludu (alb. Piktor i Popullit). 
W 1997 Danish Jukniu zachorował na raka kości, a operacja przeprowadzona we Włoszech nie przyniosła poprawy stanu zdrowia. Ostatnie lata życia spędził w Szkodrze. Pochowany na cmentarzu Sharrë w Tiranie.

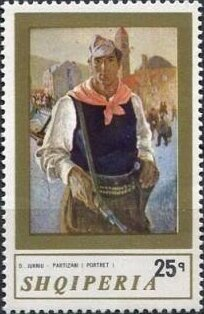
D. Jukniu, Partyzant (1971)

W 2009 Galeria Sztuki w Szkodrze zorganizowała wystawę dzieł malarza. W 2016 dzieła Jukniego prezentowano na wystawie malarzy szkoderskich, zorganizowanej w Strasburgu. Imię Jukniego nosi jedna z ulic w dzielnicy Sauk, w południowo-wschodniej części Tirany, a także nagroda dla młodych artystów, przyznawana przez ministerstwo kultury.